# Mourad El-Bakali
Mourad El-Bakali (ur. 16 lutego 1981) – francuski, a od 2006 roku marokański zapaśnik walczący w obu stylach. Zajął 20. miejsce na mistrzostwach świata w 2009. Trzykrotny medalista mistrzostw Afryki w latach 2006 – 2009. Piąty w Pucharze Świata w drużynie w 2004 roku.
Mistrz Francji w 2004 i 2005; drugi w 2000 i 2003, a trzeci w 2001 i 2002 roku.